# معلومات عن الحيوانات البرية (مسلسل)
معلومات عن الحيوانات البرية (بالإنجليزية: Wild About Animals) هو مسلسل تلفزيوني أمريكي، مدة كل حلقة 30 دقيقة عن الحيوانات في البيئات المختلفة في جميع أنحاء العالم.
ويتم إنتاج هذه السلسلة المتزامنة وتوزيعها من قبل شركة ستيف روتفيلد للإنتاج (SRP) وتستضيفه الممثلة الحائز على جائزة إيمي، مارييت هارتلي. وهي سلسلة تعليمية وإعلامية، وهي مصممة في المقام الأول للجمهور الأصغر سناً.